# Friedrich Schey von Koromla

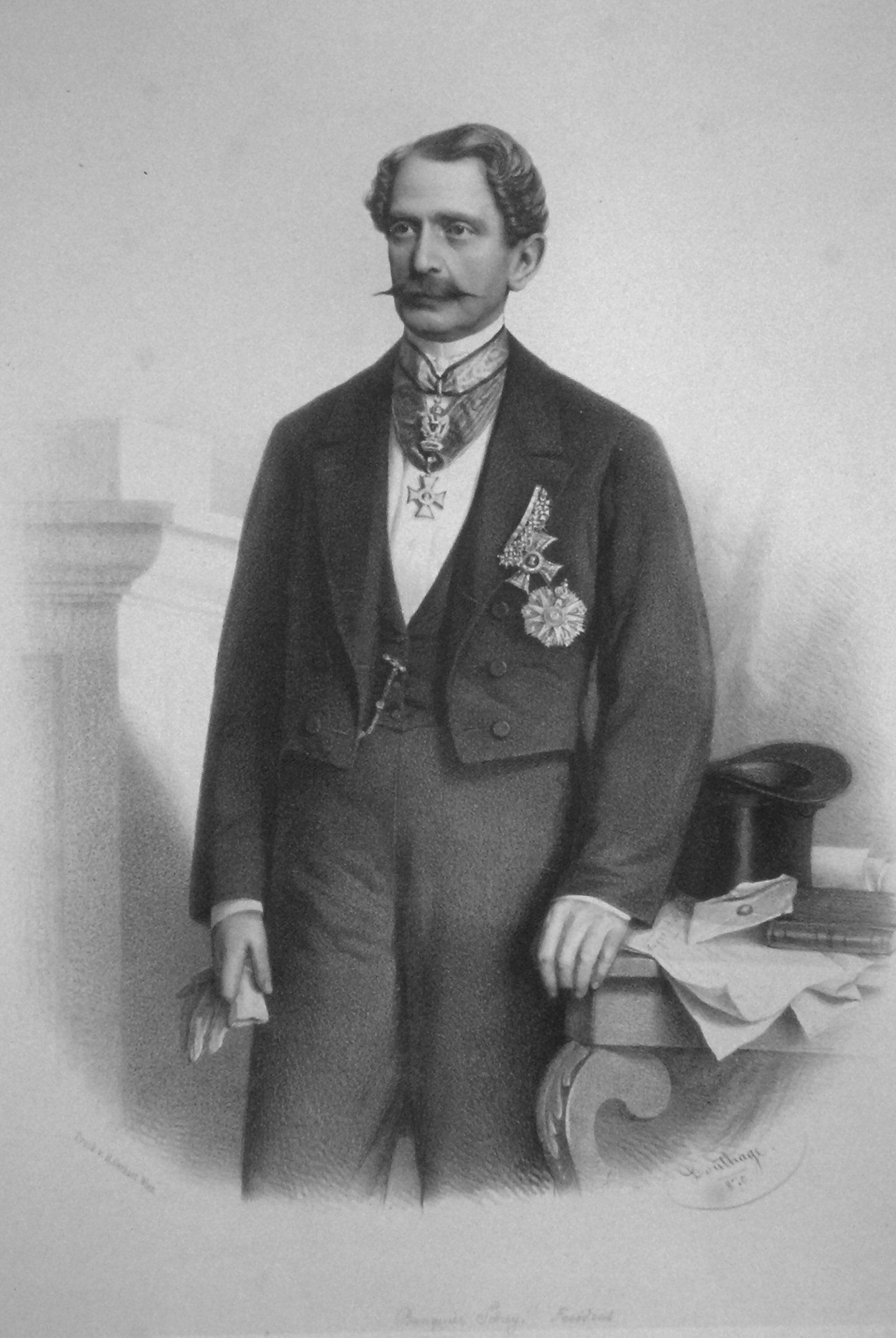
Friedrich von Schey, Lithographie von Adolf Dauthage, 1870

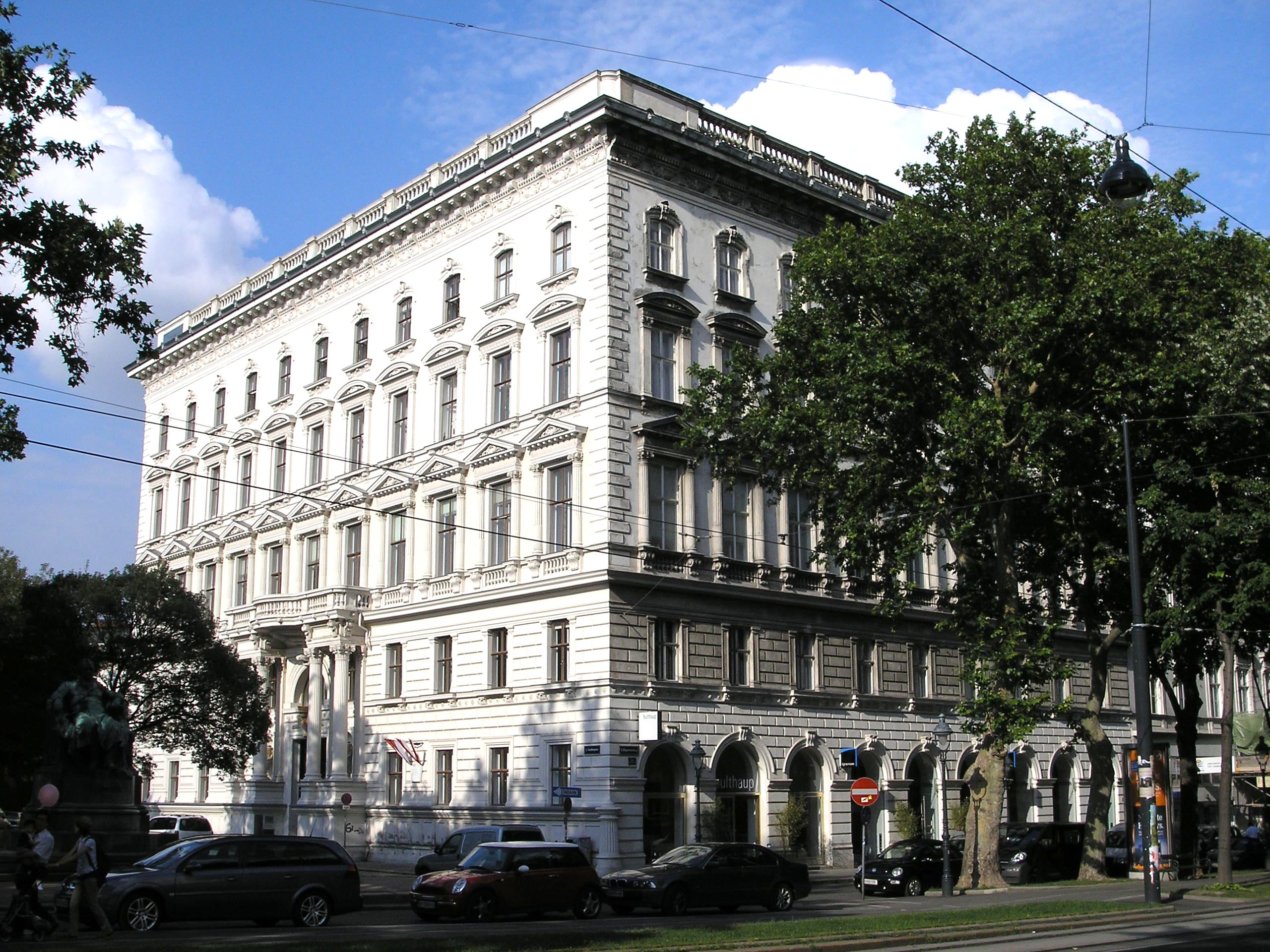
Palais Schey von Koromla, 1863/1864 von Johann Romano von Ringe und August Schwendenwein von Lanauberg erbaut

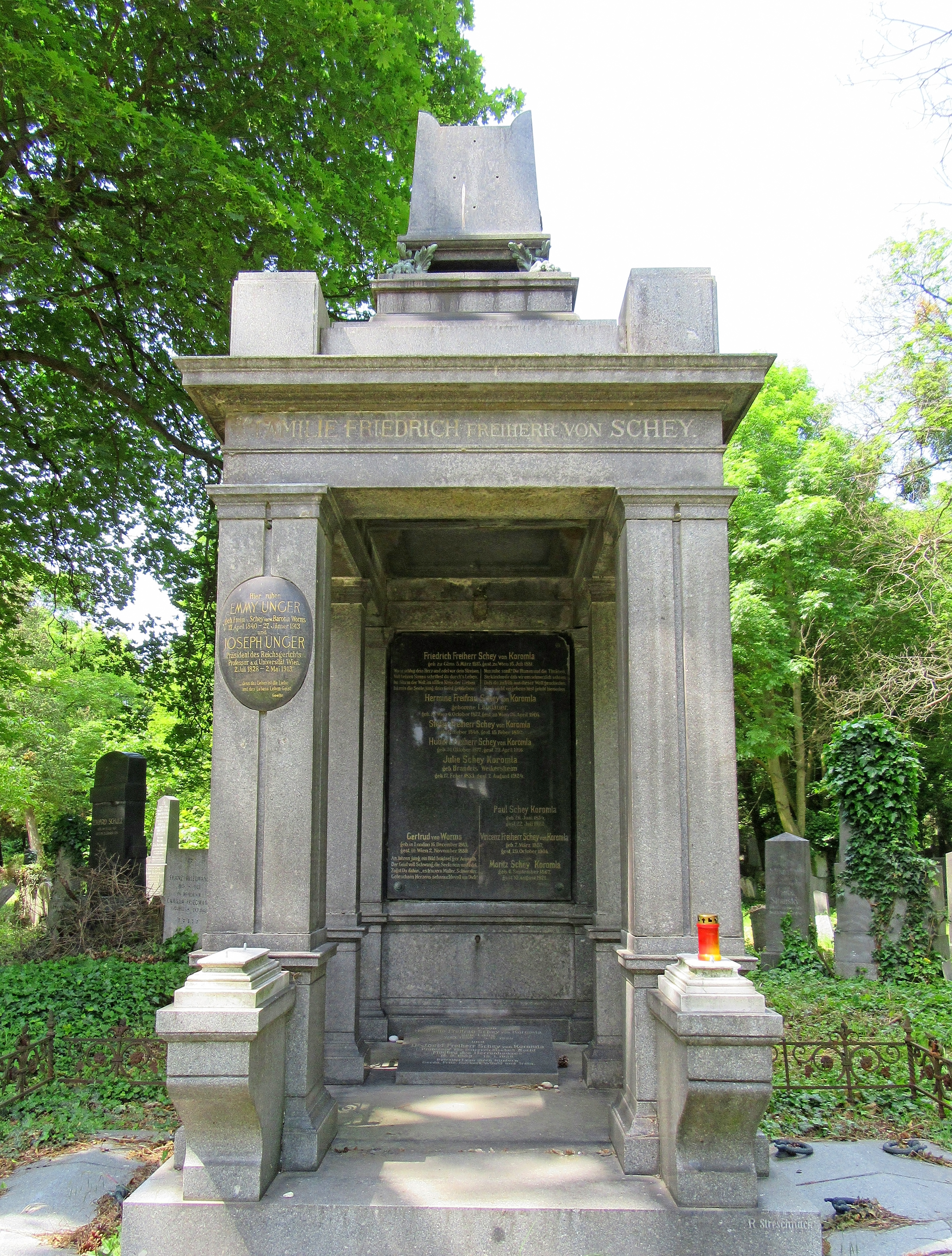
Grab von Friedrich Schey von Koromla auf dem Wiener Zentralfriedhof

 Friedrich Schey Freiherr von Koromla (* 5. März 1815 in Güns; † 15. Juli 1881 in Lainz) war ein österreichischer Bankier, Großhändler, Großgrundbesitzer und Mäzen. In der österreichischen Wirtschaft war er in den 1860er und 1870er Jahren eine der einflussreichsten Personen.

## Leben
Friedrich Schey war der Sohn eines wohlhabenden jüdischen Inhabers eines Handelshauses in Güns. In seinem Heimatort besuchte er das Gymnasium und studierte anschließend Rechtswissenschaften am Lyzeum in Ödenburg sowie 1831/1832 am Polytechnikum Wien. 1835 arbeitete er beim Bankhaus Wertheimstein in Wien, kehrte aber wieder nach Güns zurück, wo er in das elterliche Unternehmen eintrat. 1839 heiratete er Emilie Landauer (1817–1840) und wurde Teilhaber im Unternehmen seines Schwiegervaters. Nach dem Tod seiner ersten Frau heiratete Schey 1840 deren Schwester Charlotte Landauer (1820–1842) und vier Jahre nach deren Tod die Landauer-Tochter Hermine (1822–1902). Aus dieser Ehe stammt sein Sohn, der Rechtswissenschaftler Josef Schey von Koromla (1853–1938).
Friedrich Schey ging nach dem Tod seines Schwiegervaters nach Wien, wurde 1854 Direktor der Vöslauer Kammgarnfabrik und gründete die „Firma Schey, k. k. priv. Großhändler“, die mit Textilien handelte und Geldgeschäfte betrieb. Er war Bankier von Erzherzog Albrecht und wurde durch diesen Kontakt Lieferant des kaiserlichen Heeres. 1857 gehörte er zu den Mitbegründern der Wiener Handelsakademie und war deren erster Präsident.
1859 wurde er gemeinsam mit seinem Onkel, Philipp Schey (1798–1881), unter dem Ehrenwort Edler sowie dem Prädikat von Koromla geadelt; 1860 erhielt er das Bürgerrecht der Stadt Wien.
Ab 1859 gehörte er für zwei Jahre dem Verwaltungsrat der Niederösterreichischen Escompte-Gesellschaft an und war mit einer Unterbrechung im Jahr 1866  von 1861 bis 1869 Direktor der Österreichischen Nationalbank.
1863 wurde Schey von Koromla in den Ritterstand erhoben. Das Palais Schey von Koromla ließ er 1863/1864 errichten.
1865 wurde er in den Verwaltungsrat der Rückversicherungsgesellschaft „Securitas“ berufen und war ab 1869 deren Vizepräsident. Er gehörte ab der Gründung der Theißbahn 1856 dem Verwaltungsrat an, wurde 1861 Präsident der Kaiserin-Elisabeth-Bahn und führte die Verhandlungen zu deren Verstaatlichung, die schließlich 1884 vollzogen wurde.
Schey von Koromla galt als guter Geiger und trug eine Büchersammlung zusammen. Er förderte das Wiener Stadttheater, dessen Präsident er war, den Bau des Wiener Musikvereins, das Künstlerhaus Wien, trug zur Finanzierung der Österreichisch-Ungarischen Nordpolexpedition bei sowie der Errichtung einer Reihe von Denkmälern in Wien.
Friedrich Schey von Koromla erhielt 1862 den Orden der Eisernen Krone III. Klasse und Auszeichnungen aus Preußen, Frankreich, Russland, Brasilien, Mexiko und anderen Ländern. Er ruht nun in der Familiengruft in der israelitischen Abteilung des Wiener Zentralfriedhofs.